# مارك رالف
مارك رالف (بالإنجليزية: Mark Ralph)‏ هو منتج أسطوانات بريطاني، ولد في 2 مايو 1974.

## وصلات خارجية
- مارك رالف على موقع IMDb (الإنجليزية)
- مارك رالف على موقع ميوزك برينز (الإنجليزية)
- مارك رالف على موقع أول ميوزيك (الإنجليزية)
- مارك رالف على موقع ديسكوغز (الإنجليزية)